# Partido Comunista de Lituania

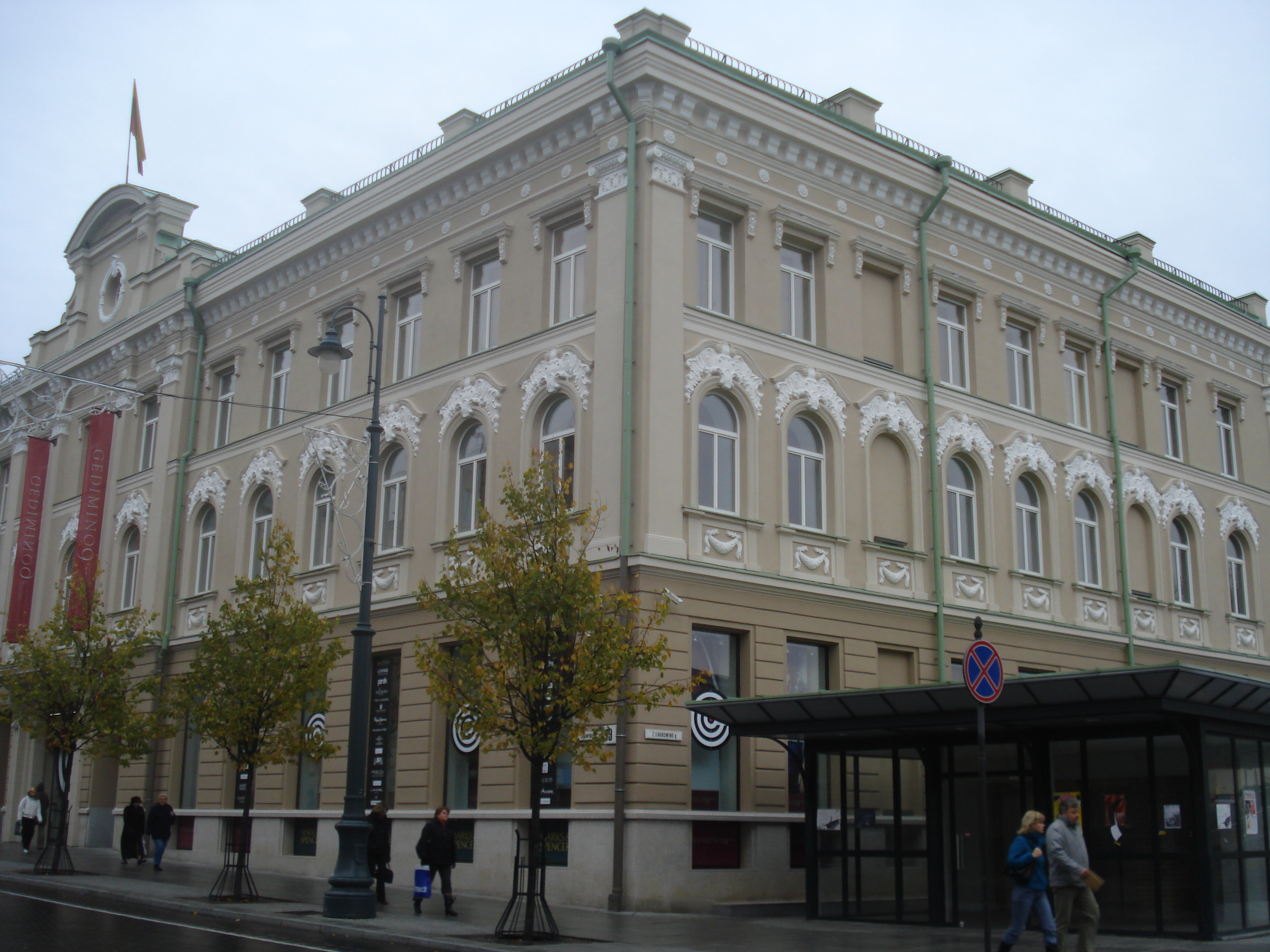
Edificio en Vilna donde funcionó el Comité Central del Partido.

El Partido Comunista de Lituania (en lituano: Lietuvos komunistų partija; en ruso: Коммунистическая партия Литвы) es un partido político lituano, de orientación comunista, fundado a comienzos de octubre de 1991, como reemplazo del Partido Comunista de la RSS de Lituania.
 Entre agosto de 1996 y enero de 1997 el partido se unió a la Unión de Partidos Comunistas - Partido Comunista de la Unión Soviética.